# Чичавица
Чичавица (алб. Çiçavica) је планина у централном делу Косова и Метохије, дуга око 8 km, а широка око 5 km. Њен највиши врх висок је 1091 m. Чичавица је граница између региона Дренице и косовске котлине. Река Ситница протиче близу планине. Село Прилужје се налази на источној падини Чичавице. Већи градови у близини су Приштина, Вучитрн и Обилић.
Током рата на Косову на планини се скривао велики број избеглица.